# Liste der Naturdenkmale in Billigheim
| Naturdenkmale | Anzahl |
| ------------- | ------ |
| FND           | 0      |
| END           | 23     |
| Gesamt        | 23     |

Die Liste der Naturdenkmale in Billigheim nennt die verordneten Naturdenkmale (ND) der im baden-württembergischen Neckar-Odenwald-Kreis liegenden Gemeinde Billigheim. In Billigheim gibt es insgesamt 23 als Naturdenkmal geschützte Objekte, keines ist ein flächenhaftes Naturdenkmal (FND), alle sind Einzelgebilde-Naturdenkmale (END).
Stand: 31. Oktober 2016.

## Einzelgebilde (END)
| Name                                  | Bild | Kennung     | Einzelheiten | Position | Fläche Hektar | Datum        |
| ------------------------------------- | ---- | ----------- | ------------ | -------- | ------------- | ------------ |
| Ahorn                                 |      | 82250090313 | Billigheim   | ???      | 0,0           | 1. März 1984 |
| Ahorn                                 |      | 82250090314 | Billigheim   | ???      | 0,0           | 1. März 1984 |
| Akazie                                |      | 82250090323 | Billigheim   | ???      | 0,0           | 1. März 1984 |
| Birnbaum                              |      | 82250090302 | Billigheim   | ???      | 0,0           | 1. März 1984 |
| Birnbaum                              |      | 82250090320 | Billigheim   | ???      | 0,0           | 1. März 1984 |
| Birnbaum                              |      | 82250090322 | Billigheim   | ???      | 0,0           | 1. März 1984 |
| Eiche mit Hecke                       |      | 82250090321 | Billigheim   | ???      | 0,0           | 1. März 1984 |
| Eiche                                 |      | 82250090301 | Billigheim   | ???      | 0,0           | 1. März 1984 |
| Eiche                                 |      | 82250090307 | Billigheim   | ???      | 0,0           | 1. März 1984 |
| Eiche                                 |      | 82250090309 | Billigheim   | ???      | 0,0           | 1. März 1984 |
| Eiche                                 |      | 82250090318 | Billigheim   | ???      | 0,0           | 1. März 1984 |
| Fichte                                |      | 82250090316 | Billigheim   | ???      | 0,0           | 1. März 1984 |
| Kastanie                              |      | 82250090315 | Billigheim   | ???      | 0,0           | 1. März 1984 |
| Linde                                 |      | 82250090306 | Billigheim   | ???      | 0,0           | 1. März 1984 |
| Linde                                 |      | 82250090310 | Billigheim   | ???      | 0,0           | 1. März 1984 |
| Linde                                 |      | 82250090311 | Billigheim   | ???      | 0,0           | 1. März 1984 |
| Linde                                 |      | 82250090317 | Billigheim   | ???      | 0,0           | 1. März 1984 |
| Pappel                                |      | 82250090305 | Billigheim   | ???      | 0,0           | 1. März 1984 |
| Platane                               |      | 82250090312 | Billigheim   | ???      | 0,0           | 1. März 1984 |
| Quellhorizont                         |      | 82250090304 | Billigheim   | ???      | 0,0           | 1. März 1984 |
| Zwei Linden                           |      | 82250090303 | Billigheim   | ???      | 0,0           | 1. März 1984 |
| 1 Kiefer „Kiefer am Kreuzweg“         |      | 82250090308 | Billigheim   | ???      | 0,0           | 1. März 1984 |
| 5 Linden „Lindengruppe mit Feldkreuz“ |      | 82250090319 | Billigheim   | ???      | 0,0           | 1. März 1984 |
| Legende für Naturdenkmal              |      |             |              |          |               |              |